# Viola papuana
Viola papuana W.Becker & Pulle – gatunek roślin z rodziny fiołkowatych (Violaceae). Występuje naturalnie na Nowej Gwinei. 

## Morfologia
PokrójBylina dorastająca do 24 cm wysokości, tworzy kłącza.
LiścieBlaszka liściowa ma owalny kształt. Mierzy 12,5–12,5 cm długości oraz 1,5–1,5 cm szerokości, jest niemal całobrzega lub piłkowana na brzegu, ma sercowatą nasadę i ostry lub tępy wierzchołek. Ogonek liściowy jest nagi. Przylistki są owalnie lancetowate i osiągają 3–4 mm długości.
KwiatyPojedyncze, wyrastające z kątów pędów. Mają działki kielicha o owalnie lancetowatym kształcie i dorastające do 3–6 mm długości. Płatki są odwrotnie jajowate i mają białą lub fioletową barwę, dolny płatek posiada obłą ostrogę o długości 4-9 mm.
OwoceTorebki mierzące 7-9 mm długości, o podługowato-elipsoidalnym kształcie.

## Biologia i ekologia
Rośnie w lasach i na terenach skalistych. Występuje na wysokości od 2100 do 3400 m n.p.m.